# Bisu
Bisu (Laopin, Pin, Mbisu, Mbi, Laomian, Misu), narod iz skupine Lolo naseljen u Tajlandu i Kini. Populacija Bisua iznosi oko 3.000, od čega 2.000 u Kini na jugozapadu provincije Yunnan gdje imaju sela Mengzhe (okrug Menghai), Zhutang, Laba, Donglang, i Fubang u okrugu Lancang i Jingxin, Fuyan i Nanya u okrugu Menglian. Dio ih živi i u okrugu Ximeng, te nešto možda u Laosu i Burmi. Bisu u okrugu Menghai poznati su kao Laopin ili Pin, dok sami sebe nazivaju Mbisu. U okruzima Lancang i Menglian nazivaju ih Laomian. U Tajlandu imaju dva glavna sela a poznati su kao Bisu, Misu ili Mbi.
Bisue Kina službeno tretira kao dio nacionalnosti Hani, jedog drugačijeg Lolo naroda od kojih se oni razlikuju jezikom, običajima, nošnjom i drugačijim identitetom. Kroz svoju povijest uznemiravani su protjerivani od susjednih naroda, a i danas su nazivani pogrdnim nazivima i od tajlandske i od kineske većine.